# اکوئیفاکس
اکوئیفاکس (انگلیسی: Equifax) یک شرکت سهامی عام و یک مرکز اعتبارسنجی برای بررسی سابقه بانکی و اعتباری و گزارش دهی به مشتریان است. این شرکت یکی از سه مؤسسه اصلی اعتبارسنجی در ایالات متحده آمریکا است و جمع‌آوری اطلاعات در مورد بیش از ۸۰۰ میلیون شخص و بیش از ۸۸ میلیون کسب وکار در سراسر جهان برعهده دارد.

## تأسیس
شرکت اکوئیفاکس یکی از قدیمی‌ترین آژانس اعتباری در آمریکا در سال ۱۸۹۹ تأسیس شد و در آتلانتا، جورجیا مستقر است، این شرکت همراه با آژانس‌های اعتباری اکسپریان (Experian) و TransUnion سه مؤسسه اصلی در آمریکا است که ۳٫۱ میلیارد دلار درآمد سالانه و بیش از ۹۰۰۰ کارمند در ۱۴ کشور دارد.

## خدمات
- اکوئیفاکس سوابق بانکی و اعتباری افراد را بررسی می‌کند و به آنها دربارهٔ لو رفتن یا سوءاستفاده احتمالی این اطلاعات خبر می‌دهد.
- علاوه بر آن اعتبار و خدمات برای کسب و کار ارائه می‌کند.
- نظارت بر اعتبار و خدمات پیشگیری از تقلب را به‌طور مستقیم به مصرف‌کنندگان ارائه می‌کند.
- همچنین همانند تمام ادارات گزارشگری اعتباری، این شرکت تحت قانون ایالات متحده مورد لازم است سالانه یک گزارش اعتباری رایگان ارائه دهد.

## رخنه سایبری به شرکت
اکوئیفاکس در هفته اول سپتامبر ۲۰۱۷ از رخنه سایبری به این شرکت خبر داد و احتمال داد که اطلاعات حدود ۱۴۳ میلیون آمریکایی به دست هکرها افتاده باشد. علاوه بر آن احتمال داده شد که اطلاعات مشتریان این شرکت از بریتانیا، کانادا و سایر کشورها نیز در معرض لو رفتن قرار داشته است.
اکوئیفاکس گفت: «مجرمان می‌توانسته‌اند به اطلاعاتی مانند شماره ملی، تاریخ تولد و نشانی این افراد برسند.» این شرکت گفت: «در این رخنه، اطلاعات اصلی دربارهٔ سابقه بانکی و اعتباری افراد در دست‌رس هکرها قرار نگرفته‌اند.» بنا به گفته اکوئیفاکس هکرها از نیمه ماه مه تا هنگام متوجه شدن رخنه توسط شرکت در ماه ژوئیه ۲۰۱۷ , به اطلاعات این ۱۴۳ میلیون نفر آمریکایی دست‌رسی داشته‌اند. همچنین هکرها به شماره کارت اعتباری حدود ۲۱۰ هزار نفر نیز دست‌رسی پیدا کرده‌اند.
ریچارد اسمیت، رئیس اکوئیفاکس، بابت این رخ‌داد از مشتریان پوزش خواست و این شرکت اعلام کرد که برای یک سال به رایگان خدمات نظارت بر سابقه اعتباری و همین‌طور حفاظت در مقابل سرقت هویت می‌دهد.